# Crocidura turba
Crocidura turba är en däggdjursart som beskrevs av Guy Dollman 1910. Crocidura turba ingår i släktet Crocidura och familjen näbbmöss. IUCN kategoriserar arten globalt som livskraftig. Inga underarter finns listade i Catalogue of Life.
Denna näbbmus förekommer kring Kongobäckenets centrala delar i Afrika. Den lever i låglandet och i bergstrakter upp till 1500 meter över havet. Arten vistas i tropiska fuktiga skogar.